# I. e. 25
Évszázadok: i. e. 2. század – i. e. 1. század – 1. század
Évtizedek: i. e. 70-es évek – i. e. 60-as évek – i. e. 50-es évek – i. e. 40-es évek – i. e. 30-as évek – i. e. 20-as évek – i. e. 10-es évek – i. e. 1-es évek – 1-es évek – 10-es évek – 20-as évek
Évek: i. e. 30 – i. e. 29 – i. e. 28 – i. e. 27 –  i. e. 26 – i. e. 25 – i. e. 24 – i. e. 23 – i. e. 22 – i. e. 21 – i. e. 20

## Események

### Róma
- Augustus császárt (kilencedszer) és Marcus Iunius Silanust választják consulnak.
- Augustus a cantabriai háborúban győzelmet arat a cantabrusok és asturok fölött. Visszatér Rómába, de a római katonai kormányzók brutalitása miatt a törzsek azonnal fellázadnak.
- Augustus Africa proconsularis provinciáhaz csatolja Kelet-Numidiát. Létrehozza Mauretania klienskirályságát, amely élére II. Juba numida királyt ülteti és feleségül adja hozzá Kleopátra Szelénét (Marcus Antonius és VII. Kleopátra lányát). Juba és Kleopátra Caesaria városában rendezi be székhelyét, ahová Rómából, Görögországból és Egyiptomból hívnak tudósokat és művészeket.
- Augustus a Szent Bernát-hágót ellenőrző salassi gall törzs ellen küldi Aulus Terentius Varro Murenát.
- Augustus megalapítja Augusta Emeritát (a mai Méridát).[1]
- A Vörös-tengeren át római kereskedőhajók indulnak Indiába. Augustus indiai követséget fogad.
- Augustus unokaöccse, Marcus Claudius Marcellus feleségül veszi a császár lányát, Iuliát.
- Amüntasz galatiai király meghal egy rajtaütésben, amellyel egyik áldozatának özvegye áll bosszút rajta. Halála után Galatia római provinciává válik.
- Júdeában aszály és éhínség pusztít. Heródes Egyiptomból hozat gabonát és elengedi az adók harmadát.

## Születések
- Aulus Cornelius Celsus, római orvos
- Marcus Apicius Gavius, római ínyenc, szakácskönyvíró

## Halálozások
- Amüntasz galatiai király

## Fordítás
- Ez a szócikk részben vagy egészben  a(z)   25 av. J.-C. című francia Wikipédia-szócikk ezen változatának fordításán alapul.  Az eredeti cikk szerkesztőit annak laptörténete sorolja fel. Ez a jelzés csupán a megfogalmazás eredetét és a szerzői jogokat jelzi, nem szolgál a cikkben szereplő információk forrásmegjelöléseként.